# Les O'Connell
Les O’Connell, född den 23 maj 1958 i Timaru, är en nyzeeländsk roddare.
Han tog OS-guld i fyra utan styrman i samband med de olympiska roddtävlingarna 1984 i Los Angeles.